# В степях Украины
«В степях Украины» (укр. «В степах України») — советский художественный фильм-спектакль, снятый режиссёрами Гнатом Юра и Тимофеем Левчуком в 1952 году на киностудии им. А. Довженко по мотивам одноимённой пьесы А. Е. Корнейчука.
Постановка Киевского Государственного академического украинского театра им. Ив. Франко.
Премьера фильма состоялась 7 ноября 1952 года.

## Сюжет
Фильм – колхозная комедия в поддержку колхозного движения. В нём, как и в спектакле впервые в совершенстве А. Е. Корнейчук применил комедийные, а порою даже фарсовые средства для достижения идеологического эффекта и борьбы против пережитков старой психологии, за новую социалистическую колхозную деревню. Благодаря своему острому юмору, пьеса пользовалась большим успехом у зрителей. И. В. Сталин писал А. Е. Корнейчуку: «Товарищ Корнейчук! Прочитал вашу пьесу „В степях Украины“. Хохотал от души. И. Сталин».
Фильм повествует о двух председателях колхозов, друзьях, боевых товарищах — Чесноке (Дмитрий Милютенко) и Галушке (Юрий Шумский), которые по-разному управляют колхозным хозяйством и каждый считает свой метод правильным.

## В ролях
- Дмитрий Милютенко — Селивон Иванович Часнык, председатель колхоза «Смерть капитализму»
- Юрий Шумский — Кондрат Галушка, председатель колхоза «Тихая жизнь»
- Любовь Комарецкая — Палашка, жена Часныка
- Василий Дашенко — Грицько, сын Часныка
- Варвара Чайка — Параска, жена Галушки
- Надежда Новацкая — Галя, дочь Галушки
- Николай Яковченко — Филимон Филимонович Долгоносик, снабженец
- Виктор Добровольский — Петренко, секретарь обкома партии
- Ольга Кусенко — Катерина, трактористка
- Алексей Омельчук — Алексей, комбайнёр
- Иван Маркевич — Редька, старший милиционер
- Константин Кульчицкий — дед Тарас
- Габриэль Нелидов-Френкель — дед Остап
- Николай Панасьев — Пуп
- Пётр Сергиенко — Семён Михайлович Будённый

## Съёмочная группа
- Режиссёр: Гнат Юра, Тимофей Левчук
- Сценарист: А. Е. Корнейчук
- Оператор: Михаил Чёрный
- Композитор; Юлий Мейтус
- Художник-постановщик: Михаил Юферов
- Звукооператор: Н. Авраменко
- Хореография: Н. Шуварская
- Дирижёр: Ю. Сятковский
- Директор: Семен Бабанов